# ناحیه ترعی باینان
ناحیه ترعی باینان (به عربی: دائرة ترعی باینان) یک ناحیه در الجزایر است که در استان میله واقع شده‌است.